# Davide Tardozzi
Davide Tardozzi (Ravenna, 30 gennaio 1959) è un dirigente sportivo ed ex pilota motociclistico italiano.

## Carriera

### Pilota

Tardozzi in azione su Ducati nel Campionato Italiano Superbike (1990).

Ha iniziato la sua carriera in campionati di rilievo nel 1983, quando ha preso parte al Campionato Europeo Velocità nella classe 250, che ha chiuso al quattordicesimo posto guidando una Yamaha.
Dopo una breve carriera senza successi nelle gare di velocità del motomondiale, nelle edizioni 1984 e 1985 della quarto di litro, ha poi partecipato a vari campionati riservati alle derivate dalla produzione di serie, nel periodo di transizione e sperimentazione della categoria delle moto a quattro tempi da 750 cm³, inizialmente chiamata TT1, poi F1 e infine Superbike: in questa fase ha vinto i titoli italiani F1 nel 1987 e Superbike nel 1988, in entrambi i casi in sella a una Bimota YB4.
Nell'88 è impegnato con Bimota anche nella prima edizione del Campionato mondiale Superbike, vincendo 5 gare sempre con la YB4. In particolare, Tardozzi è il vincitore della prima gara nella storia della categoria, a Donington Park, tuttavia questo successo non gli ha fruttato alcun punto nella classifica generale, in quanto gli organizzatori avevano arbitrariamente deciso di adottare un punteggio basato sulla somma dei tempi delle due manche: il ravennate, vincitore in gara 1 ma caduto a poche curve dal termine quando stava per trionfare anche in gara 2, per questo non si è visto assegnare alcunché. Numerose sono state le polemiche nel dopogara, anche perché il regolamento della FIM prevedeva di assegnare i punti alle singole gare e non di sommare i tempi (infatti questa modalità di assegnazione non sarà mai più utilizzata), ma tutti i ricorsi presentati dalla Bimota sono stati respinti. A ulteriore beffa, a fine campionato Tardozzi ha perso il titolo per sole 7,5 lunghezze da Fred Merkel, quando i dieci punti di Donington Park gli avrebbero consentito di laurearsi campione del mondo.
Sul finire del 1989 è passato in Ducati, iniziando un lungo sodalizio che si protrarrà prima in sella e poi ai box. Con la moto emiliana ha vinto il Campionato Europeo Velocità 1991 nella classe Superbike; nello stesso anno, in coppia con Stéphane Mertens ha preso parte anche alla 8 Ore di Suzuka, nella seconda e fin qui ultima partecipazione ufficiale della casa di Borgo Panigale alla maratona endurance giapponese, in sella a una Ducati 888.
È stato costretto ad abbandonare l'attività agonistica per i postumi di un incidente al Mugello, che gli ha lasciato una menomazione al braccio sinistro.

### Dirigente

Da sinistra: Tardozzi agli esordi come manager del reparto corse Ducati, qui agli Assoluti d'Italia, classe Supermono, con il pilota Mauro Lucchiari e l'ingegnere Claudio Domenicali (1993).

Dopo il ritiro dalle corse è rimasto in Ducati, inizialmente come collaudatore, occupandosi in particolare dello sviluppo dei modelli Supermono e 916 – «Non tutti lo sanno, ma l'impronta delle ginocchia sul serbatoio della 916 è mia». Quindi i fratelli Castiglioni, all'epoca proprietari dell'azienda bolognese, gli hanno proposto il ruolo di team manager in seno a squadre Ducati private nel mondiale Superbike.
Nel 1996, con il team austriaco Promotor, ha portato Troy Corser alla vittoria del titolo avendo la meglio, tra gli altri, di John Kocinski della squadra ufficiale gestita da Virginio Ferrari; si è ripetuto nel 1998, stavolta con il team satellite Ducati Performance, trionfando con Carl Fogarty contro Corser e Pierfrancesco Chili del team di Ferrari.
Nel 1999, quando il marchio bolognese ha unificato le attività del reparto corse sotto la neonata struttura Ducati Corse, Tardozzi è stato chiamato a gestire il factory team di Borgo Panigale. Al termine di quell'anno ha ottenuto un nuovo titolo con Fogarty, quindi nel decennio seguente ha mietuto altri successi con piloti quali Troy Bayliss, Neil Hodgson e James Toseland, per un totale di otto mondiali tra le derivate di serie.
Al termine del campionato 2009, dopo un ventennio in Ducati e causa mancanza di ulteriori stimoli, ha lasciato il marchio bolognese per accasarsi al team BMW Motorrad, dove tuttavia è rimasto per la sola stagione 2010, a fronte di sopraggiunte divergenze con la casa madre.
Dopo un quadriennio sabbatico, dal 2014 è tornato in Ducati, stavolta in qualità di team manager della squadra ufficiale in MotoGP. Nel campionato 2022 ha festeggiato la vittoria del mondiale con Francesco Bagnaia, il primo titolo piloti per Tardozzi tra i prototipi; successo bissato nella stagione 2023.

## Risultati in gara

### Motomondiale
| 1984 | Classe | Moto   |  |    |  |  |    |    |  |  |  |  |  |     |  |  | Punti | Pos. |
| ---- | ------ | ------ |  | -- |  |  | -- | -- |  |  |  |  |  | --- |  |  | ----- | ---- |
| 1984 | 250    | Yamaha |  | 12 |  |  | 17 | NQ |  |  |  |  |  | Rit |  |  | 0     |      |

| 1985 | Classe | Moto          |    |  |  |    |  |  |  |  |  |  |  |    |  |  | Punti | Pos. |
| ---- | ------ | ------------- | -- |  |  | -- |  |  |  |  |  |  |  | -- |  |  | ----- | ---- |
| 1985 | 250    | Malanca e MBA | NQ |  |  | NQ |  |  |  |  |  |  |  | NQ |  |  | 0     |      |

| Legenda | 1º posto        | 2º posto            | 3º posto            | A punti      | Senza punti        | Grassetto – Pole position Corsivo – Giro più veloce |
| Legenda | Gara non valida | Non qual./Non part. | Ritirato/Non class. | Squalificato | '-' Dato non disp. | Grassetto – Pole position Corsivo – Giro più veloce |

### Campionato mondiale Superbike
| 1988 | Moto   |   |     |   |   |   |   |   |   |     |   |    |    |   |   |    |    |   |    |  |  |  |  |  |  |  |  | Punti | Pos. |
| ---- | ------ | - | --- | - | - | - | - | - | - | --- | - | -- | -- | - | - | -- | -- | - | -- |  |  |  |  |  |  |  |  | ----- | ---- |
| 1988 | Bimota | 1 | Rit | 2 | 3 | 1 | 1 | 5 | 1 | Rit | 4 | 12 | AN | 1 | 2 | 11 | 10 | 5 | NP |  |  |  |  |  |  |  |  | 91,5  | 3º   |

| 1989 | Moto   |    |    |    |     |     |    |     |    |     |    |   |   |    |     |     |     |   |     |  |  |  |  |  |  |  |  | Punti | Pos. |
| ---- | ------ | -- | -- | -- | --- | --- | -- | --- | -- | --- | -- | - | - | -- | --- | --- | --- | - | --- |  |  |  |  |  |  |  |  | ----- | ---- |
| 1989 | Bimota | NP | NP | 20 | Rit | Rit | 13 | Rit | 11 | Rit | 12 | 9 | 8 | 12 | Rit | Rit | Rit | 8 | Rit |  |  |  |  |  |  |  |  | 39    | 17º  |

| 1990 | Moto   |    |     |   |     |     |   |     |     |     |     |    |     |     |     |  |  |    |    |     |    |  |  |  |  |  |  | Punti | Pos. |
| ---- | ------ | -- | --- | - | --- | --- | - | --- | --- | --- | --- | -- | --- | --- | --- |  |  | -- | -- | --- | -- |  |  |  |  |  |  | ----- | ---- |
| 1990 | Ducati | 11 | Rit | 8 | Rit | Rit | 9 | Rit | Rit | Rit | Rit | 13 | Rit | Rit | Rit |  |  | NP | NP | Rit | NP |  |  |  |  |  |  | 23    | 25º  |

| 1991 | Moto   |  |  |  |  |  |  |  |  |   |   |   |   |  |  |   |    |   |   |   |   |  |  |    |    |  |  | Punti | Pos. |
| ---- | ------ |  |  |  |  |  |  |  |  | - | - | - | - |  |  | - | -- | - | - | - | - |  |  | -- | -- |  |  | ----- | ---- |
| 1991 | Ducati |  |  |  |  |  |  |  |  | 5 | 6 | 3 | 5 |  |  | 9 | 10 | 3 | 6 | 3 | 8 |  |  | NP | NP |  |  | 108   | 10º  |

| 1992 | Moto   |  |  |    |    |    |     |    |    |   |     |   |   |     |     |    |     |    |   |     |     |     |     |  |  |  |  | Punti | Pos. |
| ---- | ------ |  |  | -- | -- | -- | --- | -- | -- | - | --- | - | - | --- | --- | -- | --- | -- | - | --- | --- | --- | --- |  |  |  |  | ----- | ---- |
| 1992 | Ducati |  |  | NQ | NQ | 18 | Rit | 19 | 12 | 8 | Rit | 5 | 8 | Rit | Rit | 13 | Rit | 13 | 9 | Rit | Rit | Rit | Rit |  |  |  |  | 44    | 16º  |

| Legenda | 1º posto        | 2º posto            | 3º posto           | A punti      | Senza punti        | Grassetto – Pole position Corsivo – Giro più veloce |
| Legenda | Gara non valida | Non qual./Non part. | Ritirato/Non class | Squalificato | '-' Dato non disp. | Grassetto – Pole position Corsivo – Giro più veloce |